# Lagoa Funda (Cedros)

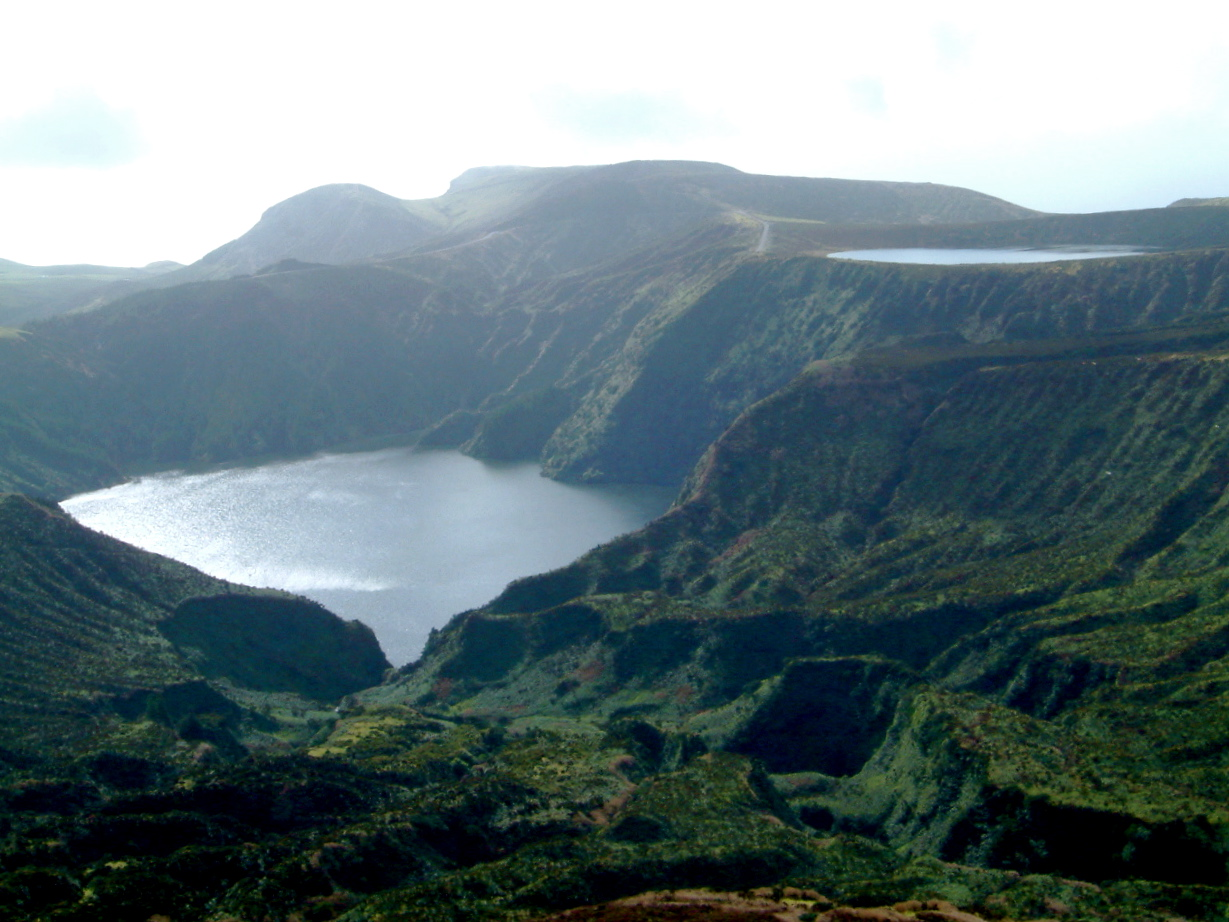
Lagoa Funda e Lagoa Rasa, Lajes das Flores, Açores

A Lagoa Funda é uma lagoa dos Açores localizada no sector sul do planalto central da ilha das Flores, concelho das Lajes das Flores, ilha das Flores, arquipélago dos Açores.
Trata-se de uma lagoa de altitude incluída no conjunto das Sete Lagoas que se formaram em sete crateras originadas por erupções vulcânicas que contribuíram para a actual geologia das Flores.
Encontra-se nas proximidades da Lagoa Rasa. No seguimento desta tem origem a Ribeira Funda.
As restantes lagoas deste conjunto chamam-se: Lagoa Branca, Lagoa Comprida, Lagoa Rasa, Lagoa da Lomba, Lagoa Negra e Lagoa Seca.
Estas sete "formações vulcânicas constituem crateras de explosão do tipo maar relacionadas com erupções hidromagmáticas ocorridas no planalto central da ilha das Flores.
A Caldeira Branca é rodeada por um anel de tufos, e, à excepção da Caldeira Seca, todas as crateras possuem lagoa, com cerca de 108 m de profundidade no caso da Caldeira Negra".